# ألبنيا (جرندة)
بلدية ألبنيا (بالإسبانية: Albañá) هي بلدية تقع في مقاطعة جرندة التابعة لمنطقة كتالونيا شمال شرق إسبانيا.

## الديموغرافيا
بلغ عدد سكان بلدية ألبنيا 150 نسمة عام 2011 (وفقاً للمعهد الوطني الإسباني للإحصاء).
| 123 | 137 | 110 | 131 | 137 | 152 | 150 |